# Eli Svänsson
Edvard Elieser (Eli) Svänsson, född 12 februari 1865 i Karlskrona, död 3 mars 1933 i Johannebergs församling, Göteborg, var en svensk folkskoleinspektör och politiker (socialdemokrat).
Svänsson var ledamot av första kammaren 1924-1927, invald i Kalmar läns och Gotlands läns valkrets.